# Bernard Lassimone
Bernard Lassimone est un mathématicien français.
Lassimone a enseigné à l'Ecole gratuite de dessin, Institut de l'agriculture, des sciences et des arts de Limoges, pour la classe industrielle. Le nom de l’école apparaît également comme suit: "Écoles gratuites de dessin, de géométrie et de méchanique". Il y était professeur de design et également directeur de cette école, au moins depuis 1825.
Bernard Lassimone (parfois aussi écrit "Lassimonne") a enregistré en 1828 le premier brevet au monde pour un taille-crayon,.
Auparavant, en 1822, un livre français décrivant une invention d’un autre Français, Monsieur C. A. Boucher, sur les taille-crayons. M. Boucher n'a pas demandé de brevet. Par conséquent, M. Lassimone ne peut être considéré comme l'inventeur du taille-crayon, mais comme le titulaire du premier brevet relatif à un taille-crayon.
Les taille-crayons après l'invention de Lassimone ont été vendus par Binant, un magasin de peinture à Paris. Ceci est démontré par une annonce dans un journal français du 17 février 1829. Là, les affûteuses ont été offertes à 7 francs 50 centimes.